# Cisticola aberdare
Fuinha-dos-aberdare (Cisticola aberdare) é uma ave da família Cisticolidae de estrutura pequena com cerca de 12 a 15 centímetros.

## Descrição
A fuinha-dos-aberdare é um pequeno pássaro de 12-15 centímetros. A cabeça é de cor castanha e o resto do corpo é castanho com algumas manchas pretas. Na zona das asas as bordas são ligeiramente castanhas. As patas são rosas e o bico é preto.

## Criação
Esta ave coloca no máximo 2 ovos por ninhada. Faz os ninhos a cerca de 30 centímetros do solo.

## Estado
Esta ave está em perigo devido ao desenvolvimento agrícola e à crescente criação de gado o que faz que rapidamente venha a perder o seu habitat natural.

## Alimentação
O principal alimentação são os insetos como os gafanhotos, formigas, entre outros insetos.

## Habitat
O habitat natural desta ave é em regiões altas de elevada húmidade entre 2 300 e 3 000 metros de altitude. Apenas se encontra a 3.000 metros nas Montanhas de Aberdare. Podemos encontrar esta ave no Quénia na zona centro, no Vale do Rift, no Molo e nas Montanhas de Aberdare.